# Myriopteris longipila
Myriopteris longipila är en kantbräkenväxtart. Myriopteris longipila ingår i släktet Myriopteris och familjen Pteridaceae.

## Underarter
Arten delas in i följande underarter:
- M. l. brevipila
- M. l. longipila